# Tajuria kuhni
Tajuria kuhni is een vlinder uit de familie van de Lycaenidae.